# Acquedotto romano della Formina
L'acquedotto romano della Formina era la fonte di approvvigionamento idrico-potabile della città di Narnia/Narni, la quale si trova lungo la consolare via Flaminia, 12 miglia dopo la città di Ocricolum/Otricoli, secondo gli itinerari antichi.

## Storia e descrizione

### Fuori dalla città
Le prime notizie riguardanti l'acquedotto si hanno grazie agli statuti narnesi che risalgono al 1371.
Secondo un'epigrafe riportata da padre Ferdinando Brusoni nel XVIII secolo, l'acquedotto dovrebbe essere stato costruito da Marco Cocceio Nerva, avo dell'imperatore omonimo, nel 27 d.C.
L'acquedotto raccoglieva le acque di sette sorgenti lungo un percorso di 13 chilometri e la pendenza media si aggirava sul cinque per mille. Dall'origine, o per meglio dire dalla base del “Bottino con caduta” che è a quota m. 318 s.l.m, alla cinta muraria di Narni, si ha un dislivello di m. 62,5 pari a una pendenza media del 4,9 per mille.
L'opera era caratterizzata da quattro ponti (Ponte Cardona e Ponte Vecchio sono ancora ben conservati), tre trafori (S. Biagio, Monte Ippolito e S. Silvestro dei quali il più lungo misura 700 metri) e contava 55 pozzi e 139 bocchette.
L'acquedotto della Formina, quando non fu più utilizzato per la città di Narni, dal 1923 in poi, venne abbandonato e sfruttato in parte, attraverso delle stazioni di pompaggio,  per le frazioni di Itieli e S. Urbano. Presso quest'ultima si trova il caput aquae (capo dell'acqua).

### Interno della città
L'acquedotto entra in città a quota m. 243,5 s.l.m a circa m. 100 a sud-ovest di Porta Ternana ed il suo tracciato in parte è percorribile ed in parte si può ricostruire grazie a delle planimetrie.
All'interno della città l'acqua si andava a raccogliere in varie cisterne o zampillava dalle 3 fontane pubbliche.